# Federndes Druckstück
Ein Federndes Druckstück ist ein Maschinenbauteil. Es besteht aus einer Hülse mit innenliegender Feder, die auf eine Kugel oder einen Druckstift wirkt.

## Aufbau und Funktion

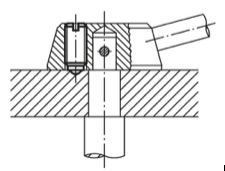
Schalthebelarretierung
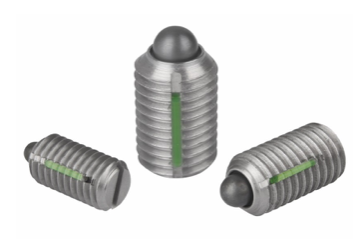
Federndes Druckstück mit Schlitz und Druckstift
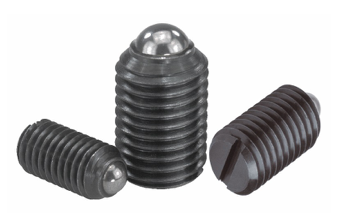
Federndes Druckstück mit Kugel

Federnde Druckstücke dienen dem schnellen Indexieren, Positionieren und Fixieren von Gegenständen sowie als An- und Abdrückstifte. Die Hülse ist als Gewinde oder in steckbarer Variante ausgeführt und meist aus Automatenstahl.
Die Federkraft ist auf den Verwendungszweck ausgelegt. Bei hohen Temperaturen oder Einwirkung aggressiver Chemikalien werden Kugeln aus Kunststoff oder Siliziumnitrid eingesetzt, die Gewindehülse ist dann aus Edelstahl gefertigt. Federnde Druckstücke mit Verdrehsicherung ermöglichen die Befestigung ohne Schraube.